# Act of Union 1800

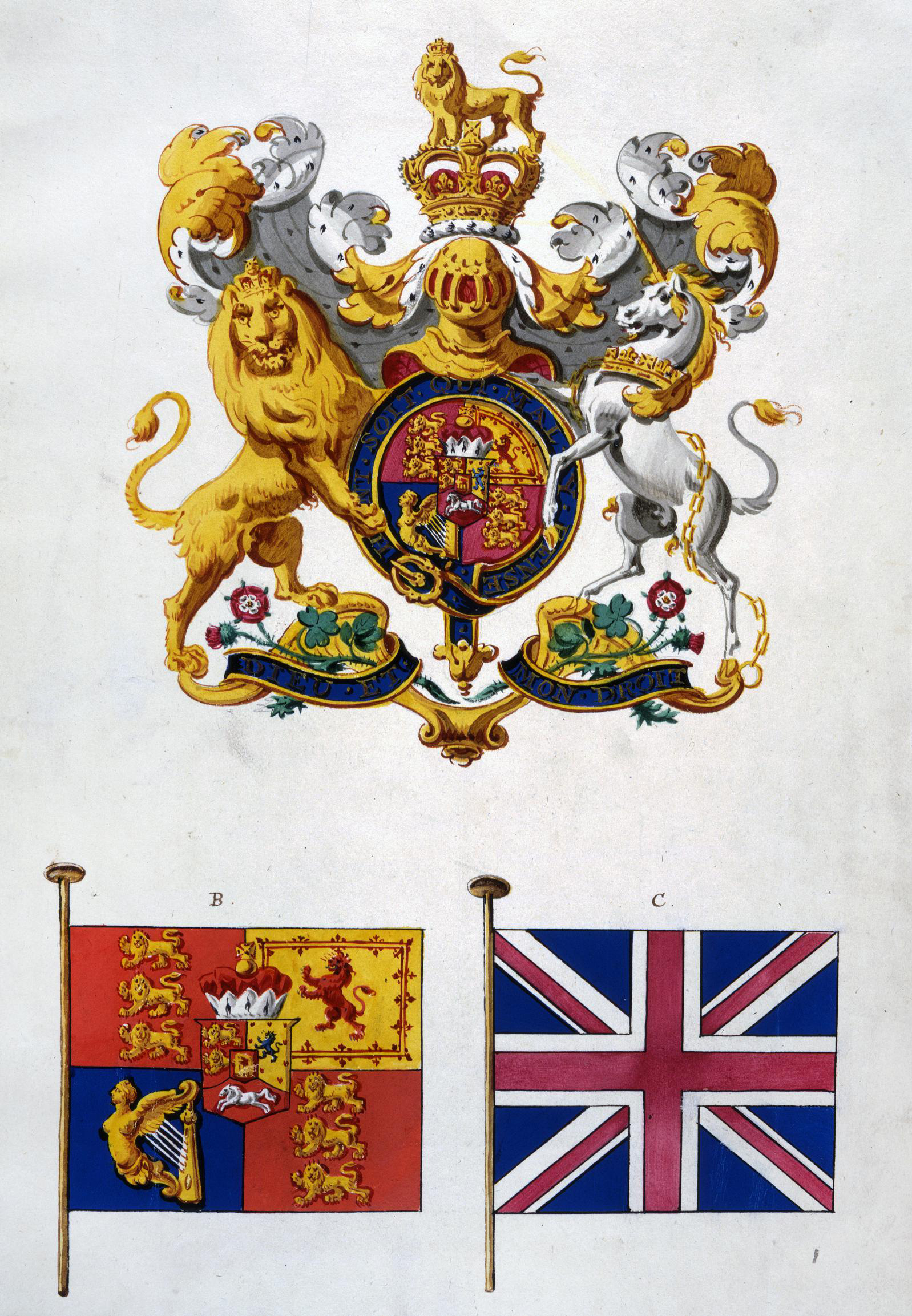
Das königliche Wappen, die königliche Standarte und die Nationalflagge des neuen Vereinigten Königreichs. (Genehmigt am 5. November 1800.)

Beim Act of Union 1800 (deutsch Vereinigungsgesetz) handelte es sich eigentlich um zwei Gesetzesvorlagen, die durch die Parlamente des Königreiches Großbritannien (Union with Ireland Act 1800, verabschiedet am 2. Juli 1800) und des Königreiches Irland (Act of Union (Ireland) 1800, verabschiedet am 1. August 1800) beschlossen wurden. Der Inhalt der beiden Gesetze war die staatliche Vereinigung der beiden Königreiche zum Vereinigten Königreich Großbritannien und Irland, die am 1. Januar 1801 in Kraft trat.

Der Vertrag sah vor, dass das bislang eigenständige Parliament of Ireland aufgelöst wurde und stattdessen die beiden Kammern des bestehenden Parlaments des Königreichs Großbritannien im Palace of Westminster um irische Abgeordnete erweitert werden sollten. Anstelle des Irish House of Lords wurden vier Bischöfe der Church of Ireland und 28 aus den Reihen der Peerage of Ireland zu wählende Representative Peers ins britische House of Lords entsandt. Anstelle des Irish House of Commons wurden fortan 100 irische Abgeordnete in das insgesamt 658 Abgeordnete zählende britische House of Commons entsandt. Das waren deutlich weniger Abgeordnete, als dem Anteil Irlands an der Gesamtbevölkerung des neuen Königreiches Großbritannien und Irland entsprach, der damals etwa ein Drittel ausmachte. Teil des Vertrages war auch die Katholikenemanzipation, obwohl sie nicht im Text des Act eingeschlossen war, da größere Proteste der irischen protestantischen Opposition befürchtet wurden. Wegen des Glaubens des Königs George III. wurden allerdings keine weiteren Schritte unternommen, da das seinen bei der Krönung abgelegten Eid verletzt hätte.
Als Flagge des neuen Königreichs wurde der Union Jack um das Patrickskreuz (St. Patrick’s Cross) für Irland ergänzt.

Georgskreuz (England)
Andreaskreuz (Schottland)
Patrickskreuz (Irland)

Der Union Jack von 1707 bis 1800 (mit Unterbrechungen seit 1606)
Der Union Jack seit 1801